# Bruno Hortelano
Bruno Dominix Hortelano-Roig (* 18. September 1991 in Wollongong, Australien) ist ein spanischer Leichtathlet, der sich auf den Sprint spezialisiert hat. 2016 gewann er bei den Europameisterschaften in Amsterdam Gold über 200 Meter.

## Sportliche Laufbahn und frühe Jahre
Bruno Hortelano wurde als Sohn von Gonzalo Hortelano und Pina Roig in Wollongong, im australischen Territorium New South Wales geboren. Sein Vater schrieb dort an seiner Doktorarbeit. Als Hortelano ein Jahr alt war, zogen seine Eltern mit ihm und dem jüngeren Bruder nach Kanada, wo sie sich in Burlington, im Territorium Ontario niederließen. In der Kindheit begann Hortelano mit den Sportarten Taekwondo und Fußball, an der High School kam der American Football dazu. In Burlington trat er dann in der Folge für den lokalen Leichtathletikclub an und vertrat auch seine High School, die Assumption Catholic Secondary School, in sportlichen Wettkämpfen, die er von 2005 bis 2009 besuchte. Zunächst trat er im 100- und im 110-Meter-Hürdenlauf an. Von seiner Schule wurde er für seine sportlichen Leistungen in der Leichtathletik und im Football mehrfach geehrt.
2009 schrieb er sich an der renommierten Cornell University in Ithaca, im US-Bundesstaat New York, für das Fach Genetik ein. Die Universität vertrat er auch in der Ivy League, einer Liga in der sich die besten Sportler der US-Eliteuniversitäten an der Ostküste in verschiedenen Sportarten miteinander messen. 2014 schloss er die Universität mit dem Masterabschluss ab.
Anfang Juli 2010 wurde Hortelano spanischer Jugendmeister über 200 Meter. Ebenfalls im Juli trat er dann bei den U20-Weltmeisterschaften in Moncton an. Dort schaffte er über 200 Meter den Sprung ins Halbfinale, konnte dort allerdings nicht an den Start gehen und belegte final so den 21. Platz. Bei den U20-Europameisterschaften in Ostrava trat er ein Jahr später über 100 Meter an. Mit einer Zeit von 10,74 s scheiterte er dort als Siebenter in seinem Halbfinallauf. 2012 trat er bei den Europameisterschaften in Helsinki über 200 Meter und mit der 4-mal-100-Meter-Staffel erstmals an einer internationalen Meisterschaft im Erwachsenenbereich an. In seinem Halbfinale schied er als Sechster aus, als Staffel scheiterten sie als Neunte knapp am Einzug in das Finale. Bei den U23-Europameisterschaften in Tampere ein Jahr später startete Hortelano erneut über die gleichen Distanzen und zusätzlich auch mit der 4-mal-400-Meter-Staffel. Im Finale über 200 Meter lief er in 20,70 s auf Platz 5, mit der Staffel gewann er mit der Bronzemedaille seine erste Medaille bei internationalen Meisterschaften. Zusammen mit der Langstaffel wurde er Fünfter. Bei den Weltmeisterschaften in Moskau lief Hortelano bei der 4-mal-100-Meter-Staffel mit. Als Vierte in ihrem Lauf, verpasste das Quartett knapp den Einzug in das Finale, lief dennoch in 38,46 s spanischen Rekord.
2016 trat Hortelano auch bei den Europameisterschaften in Amsterdam an. Im Finale über 100 Meter lief er in 10,12 s auf den vierten Platz. Nur einen Tag später feierte er mit dem Europameistertitel in 20,45 s über 200 Meter seinen bislang größten sportlichen Erfolg. Über 200 Meter trat er auch bei den Olympischen Spielen in Rio de Janeiro an. Als Vierter in seinem Halbfinallauf scheiterte er in 20,16 s, die persönliche Bestleistung bedeuteten, knapp am Einzug in das Finale. Bereits im Juni zuvor stellte er mit 10,06 s bei einem Meeting in Madrid über 100 Meter einen neuen spanischen Rekord auf.
Kurz nach den Olympischen Spielen gerieten Hortelano und seine Cousine in Madrid in einen Autounfall, bei der sich Hortelano eine schwerwiegende Verletzung an der Hand zuzog. Seine Cousine, die den Wagen fuhr, stand unter erhöhtem Alkoholeinfluss. Die Folgen des Unfalls waren so gravierend, dass zwischenzeitlich über eine Amputation der Hand nachgedacht wurde. Nach Operationen und Rehabilitation über einen Zeitraum von sechs Monaten, konnte Hortelano ab 2018 wieder an Wettkämpfen teilnehmen. Im Sommer stellte er innerhalb eines Monats spanische Rekorde über 200 und 400 Meter auf und konnte im August an den Europameisterschaften in Berlin teilnehmen. Im Finale des 200-Meter-Laufs belegte er in 20,05 s den vierten Platz. Mit der 4-mal-400-Meter-Staffel gewann er die Bronzemedaille.
2022 gewann Hortelano nach langer Durststrecke den erneuten Anschluss an die Weltspitze. Nachdem er Ende Februar seinen ersten spanischen Meistertitel über 400 Meter in der Halle gewinnen konnte, trat er im März bei den Hallenweltmeisterschaften in Belgrad an. Er schaffte den Einzug in das Halbfinale, in dem er als Achter nach den beiden Halbfinalläufen knapp am Finaleinzug scheiterte. Zwei Tage später bestritt er als Teil der spanischen Staffel den Vorlauf über 4-mal 400 Meter. Das Quartett zog als schnellstes seines Vorlaufs in das Finale ein, in dem man sich nur der Staffel aus Belgien geschlagen geben musste.

## Wichtige Wettbewerbe
| Jahr                | Veranstaltung             | Ort                 | Platz               | Disziplin           | Zeit                |
| Startet für Spanien | Startet für Spanien       | Startet für Spanien | Startet für Spanien | Startet für Spanien | Startet für Spanien |
| ------------------- | ------------------------- | ------------------- | ------------------- | ------------------- | ------------------- |
| 2010                | U20-Weltmeisterschaften   | Moncton             | 21.                 | 200 m               | 21,51 s (Vorlauf)   |
| 2011                | U20-Europameisterschaften | Ostrava             | 16.                 | 100 m               | 10,74 s             |
| 2012                | Europameisterschaften     | Helsinki            | 18.                 | 200 m               | 21,35 s             |
| 2012                | Europameisterschaften     | Helsinki            | 9.                  | 4 × 100 m           | 39,81 s             |
| 2013                | U23-Europameisterschaften | Tampere             | 5.                  | 200 m               | 20,70 s             |
| 2013                | U23-Europameisterschaften | Tampere             | 3.                  | 4 × 100 m           | 38,87 s             |
| 2013                | U23-Europameisterschaften | Tampere             | 5.                  | 4 × 400 m           | 3:05,28 min         |
| 2013                | Weltmeisterschaften       | Moskau              | 16.                 | 200 m               | 20,52 s             |
| 2013                | Weltmeisterschaften       | Moskau              | 9.                  | 4 × 100 m           | 38,46 s (NR)        |
| 2016                | Hallenweltmeisterschaften | Portland            | 15.                 | 60 m                | 6,63 s              |
| 2016                | Europameisterschaften     | Amsterdam           | 4.                  | 100 m               | 10,12 s             |
| 2016                | Europameisterschaften     | Amsterdam           | 1.                  | 200 m               | 20,45 s             |
| 2016                | Olympische Spiele         | Rio de Janeiro      | 10.                 | 200 m               | 20,16 s             |
| 2018                | Europameisterschaften     | Berlin              | 4.                  | 200 m               | 20,05 s             |
| 2018                | Europameisterschaften     | Berlin              | 3.                  | 4 × 400 m           | 3:00,78 min         |
| 2022                | Hallenweltmeisterschaften | Belgrad             | 8.                  | 400 m               | 46,76 s             |
| 2022                | Hallenweltmeisterschaften | Belgrad             | 2.                  | 4 × 400 m           | 3:06,82 min         |

## Persönliche Bestleistungen
Freiluft
- 100 m: 10,06 s, 23. Juni 2016, Madrid; (spanischer Rekord)
- 200 m: 20,04 s, 22. Juli 2018, Getafe; (spanischer Rekord)
- 400 m: 44,69 s, 22. Juni 2018, Madrid; (spanischer Rekord)

Halle
- 60 m: 6,63 s, 18. März 2016, Portland
- 200 m: 20,75 s, 14. März 2014, Albuquerque
- 400 m: 46,02 s, 27. Februar 2022, Ourense